# Gästrike Återvinnare
Gästrike Återvinnare är ett kommunalförbund som planerar och driver avfallshanteringen för 154 000 människor i fem kommuner: Gävle kommun, Hofors kommun, Ockelbo kommun, Sandvikens kommun och Älvkarleby kommun. 
Gästrike Återvinnare är en politiskt styrd organisation och leds av förbundsfullmäktige med 20 ledamöter och ersättare (fyra från varje medlemskommun). Förbundsdirektör är Thomas Nylund. 

## Verksamheten
Gästrike Återvinnare har det övergripande ansvaret för att en renhållningsordning med lokala föreskrifter om avfallshantering och en avfallsplan upprättas, följs, genomförs och revideras. Förbundet handlägger vissa frågor ur de lokala föreskrifterna om avfallshantering och fastställer också en miljöstyrd sopavgift. 
Gästrike Återvinnare ansvarar för insamlingen av hushållsavfall i regionen. I egen regi har organisationen ungefär 30 fordon som transporterar främst hushållssopor, grovsopor, latrin, förpackningar och tidningar och industriavfall. Förbundet upphandlar också tjänster för avfallsbehandling och transporter.
Inom de fem medlemskommunerna finns 13 återvinningscentraler där Gästrike Återvinnare tar emot sorterade grovsopor och farligt avfall. Gästrike Återvinnare har under delar av året också en rullande miljöstation som åker runt i kommunerna och samlar in farligt avfall. På Sörby Urfjäll i Gävle finns kontor, verkstad, fordonstvätt, uppställningsplats för fordon med mera. Där finns också kundtjänst och administration som sköter faktureringen av fastighetsägare och svarar på frågor kring avfallshantering. 